# Zoë Sedney
Zoë Frederique Sedney (Zoetermeer, 15 dicembre 2001) è un'ostacolista e velocista olandese.

## Biografia
Zoë è nata a Zoetermeer nei Paesi Bassi, terza di quattro figlie femmine, anche la sorella maggiore Naomi Sedney è un'atleta. Zoë ha iniziato a praticare l'atletica leggera all'età di cinque anni nell'ARV Ilion di Zoetermeer. Fino all'età di quattordici anni ha praticato sia l'atletica leggera che l'hockey presso il club di hockey MHCZ di Zoetermeer.

## Progressione

### 60 metri ostacoli
| Stagione | Misura  | Luogo      | Data       | Rank. Mond. |
| -------- | ------- | ---------- | ---------- | ----------- |
| 2024     | 8"29(i) | Metz       | 3-2-2024   |             |
| 2023     | 8"03(i) | Düsseldorf | 29-1-2023  |             |
| 2022     | 7"95(i) | Madrid     | 2-3-2022   |             |
| 2021     | 7"98(i) | Apeldoorn  | 21-2-2021  |             |
| 2020     | 8"18(i) | Apeldoorn  | 23-2-2020  |             |
| 2019     | 8"27(i) | Amsterdam  | 29-12-2019 |             |

### 100 metri ostacoli
| Stagione | Misura | Luogo               | Data      | Rank. Mond. |
| -------- | ------ | ------------------- | --------- | ----------- |
| 2024     |        |                     |           |             |
| 2023     |        |                     |           |             |
| 2022     | 12"91  | Oordegem            | 28-5-2022 |             |
| 2021     | 12"83  | La Chaux-de-Fonds   | 14-8-2021 |             |
| 2020     | 13"24  | Doha                | 25-9-2020 |             |
| 2019     | 13"66  | Alphen aan den Rijn | 29-6-2019 |             |
| 2018     | 13"92  | Zoetermeer          | 9-9-2018  |             |
| 2017     | 14"46  | Amsterdam           | 17-9-2017 |             |

## Palmarès
| Anno                              | Manifestazione  | Sede     | Evento      | Risultato  | Prestazione | Note  |
| --------------------------------- | --------------- | -------- | ----------- | ---------- | ----------- | ----- |
| In rappresentanza dei Paesi Bassi |                 |          |             |            |             |       |
| 2018                              | Europei U18     | Győr     | 100 m hs    | Argento    | 13"34       |       |
| 2019                              | Europei U20     | Borås    | 200 m piani | Semifinale | 23"93       |       |
| 2019                              | Europei U20     | Borås    | 4x100 m     | Argento    | 44"21       |       |
| 2021                              | Europei indoor  | Toruń    | 60 m hs     | 7ª         | 8"00        |       |
| 2021                              | Europei U23     | Tallinn  | 100 m hs    | 4ª         | 13"14       |       |
| 2021                              | Olimpiade       | Tokyo    | 100 m hs    | Batteria   | 13"03       |       |
| 2022                              | Mondiali indoor | Belgrado | 60 m hs     | 6ª         | 8"07        | [ 2 ] |
| 2022                              | Mondiali        | Eugene   | 100 m hs    | Batteria   | 13"38       |       |
| 2022                              | Mondiali        | Eugene   | 4x100 m     | Batteria   | 43"46       | [ 3 ] |
| 2022                              | Europei         | Monaco   | 100 m hs    | Semifinale | 13"42       |       |
| 2022                              | Europei         | Monaco   | 4x100 m     | 5ª         | 43"03       |       |
| 2023                              | Europei indoor  | Istanbul | 60 m hs     | Semifinale | 8"06        | [ 4 ] |
| 2023                              | Europei U23     | Espoo    | 400 m piani | 4ª         | 52"02       |       |

## Campionati nazionali
- 1 volta campionessa nazionale olandese indoor dei 60 metri ostacoli (2022)
- 1 volta campionessa nazionale olandese indoor dei 200 metri piani (2018)

2018
- Oro ai campionati olandesi indoor (Apeldoorn), 200 m piani - 24"19

2020
- Argento ai campionati olandesi indoor (Apeldoorn), 60 m ostacoli - 8"18
- Bronzo ai campionati olandesi (Utrecht), 100 m ostacoli - 13"30

2021
- Argento ai campionati olandesi indoor (Apeldoorn), 60 m ostacoli - 7"98
- Argento ai campionati olandesi (Breda), 100 m ostacoli - 13"13

2022
- Oro ai campionati olandesi indoor (Apeldoorn), 60 m ostacoli - 7"98
- Argento ai campionati olandesi (Apeldoorn), 100 m piani - 11"32
- Argento ai campionati olandesi (Apeldoorn), 100 m ostacoli - 13"09

2023
- 5ª ai campionati olandesi indoor (Apeldoorn), 60 m piani - 7"34
- 5ª ai campionati olandesi (Breda), 400 m piani - 53"71

## Altre competizioni internazionali
2017
- Oro al Festival olimpico della gioventù europea ( Győr), 200 m piani - 23"74[5]
- Oro al Festival olimpico della gioventù europea ( Győr), 100 m ostacoli - 13"37[6]
- Argento al Festival olimpico della gioventù europea ( Győr), 4x100 m - 46"05[7]

2021
- Bronzo ai Campionati europei a squadre, ( Cluj-Napoca), 100 m ostacoli - 12"94
- 6ª al British Grand Prix ( Gateshead), 100 m ostacoli - 13"57

2022
- Oro ai Müller Indoor Grand Prix ( Birmingham), 60 m hs - 8"02
- Oro ai Villa de Madrid ( Madrid), 60 m hs - 7"95

2023
- 14ª ai Campionati europei a squadre, ( Chorzów), staffetta 4x400 m mista - 3'20"40
- Argento all'Athletissima ( Losanna), Staffetta 4x100 m - 43"18